# Thieulloy-l'Abbaye
Thieulloy-l'Abbaye és un municipi francès situat al departament del Somme i a la regió dels Alts de França. L'any 2007 tenia 302 habitants.

## Demografia

### Població

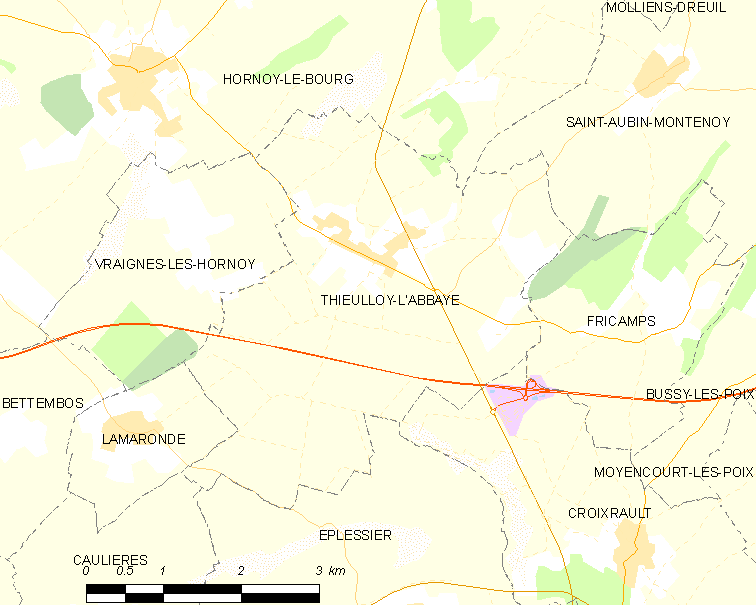
mapa del municipi

El 2007 la població de fet de Thieulloy-l'Abbaye era de 302 persones. Hi havia 124 famílies de les quals 44 eren unipersonals (24 homes vivint sols i 20 dones vivint soles), 40 parelles sense fills i 40 parelles amb fills.

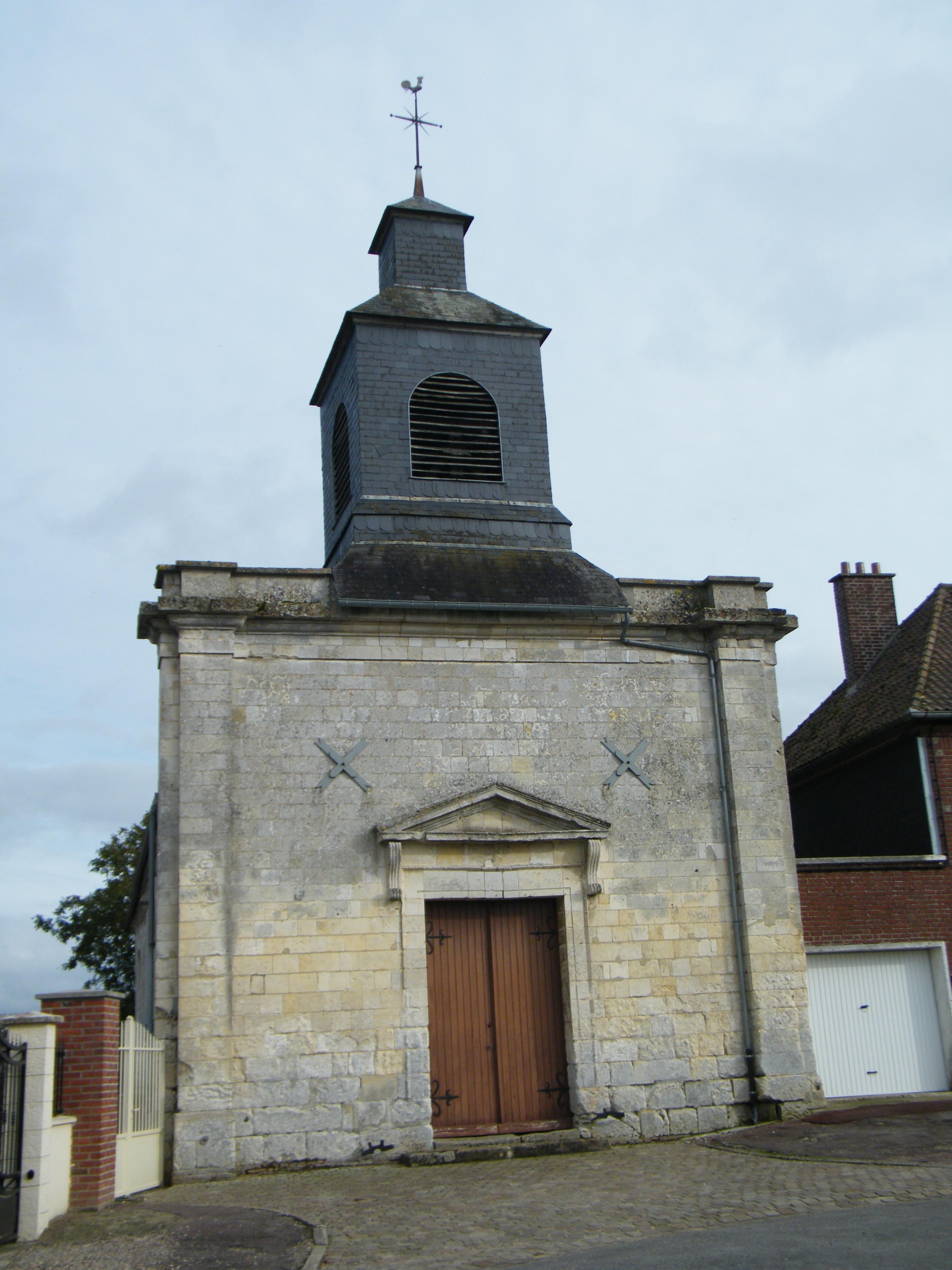

La població ha evolucionat segons el següent gràfic:
Habitants censats

### Habitatges
El 2007 hi havia 143 habitatges, 129 eren l'habitatge principal de la família, 9 eren segones residències i 5 estaven desocupats. Tots els 143 habitatges eren cases. Dels 129 habitatges principals, 111 estaven ocupats pels seus propietaris, 17 estaven llogats i ocupats pels llogaters i 1 estava cedit a títol gratuït; 1 tenia una cambra, 3 en tenien dues, 13 en tenien tres, 27 en tenien quatre i 85 en tenien cinc o més. 115 habitatges disposaven pel capbaix d'una plaça de pàrquing. A 61 habitatges hi havia un automòbil i a 46 n'hi havia dos o més.

### Piràmide de població

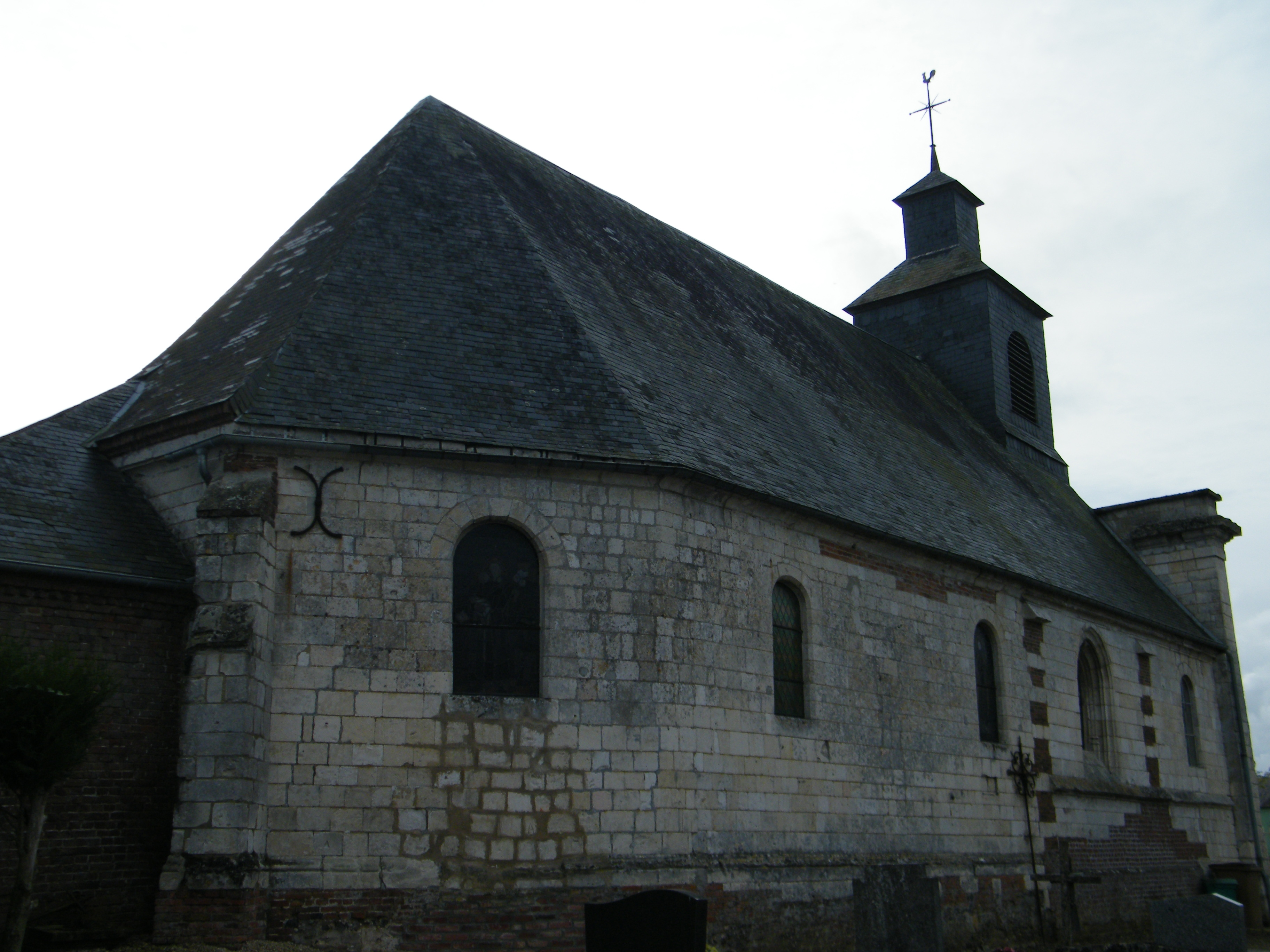

La piràmide de població per edats i sexe el 2009 era:
| Homes | Edats   | Dones |
| ----- | ------- | ----- |
| 0     | 95 o +  | 1     |
| 2     | 90 a 94 | 1     |
| 1     | 85 a 89 | 1     |
| 1     | 80 a 84 | 3     |
| 7     | 75 a 79 | 8     |
| 14    | 70 a 74 | 11    |
| 10    | 65 a 69 | 11    |
| 9     | 60 a 64 | 10    |
| 4     | 55 a 59 | 10    |
| 13    | 50 a 54 | 6     |
| 6     | 45 a 49 | 6     |
| 14    | 40 a 44 | 11    |
| 8     | 35 a 39 | 11    |
| 7     | 30 a 34 | 10    |
| 8     | 25 a 29 | 9     |
| 4     | 20 a 24 | 4     |
| 9     | 15 a 19 | 11    |
| 10    | 10 a 14 | 6     |
| 2     | 5 a 9   | 5     |
| 5     | 0 a 4   | 7     |

## Economia

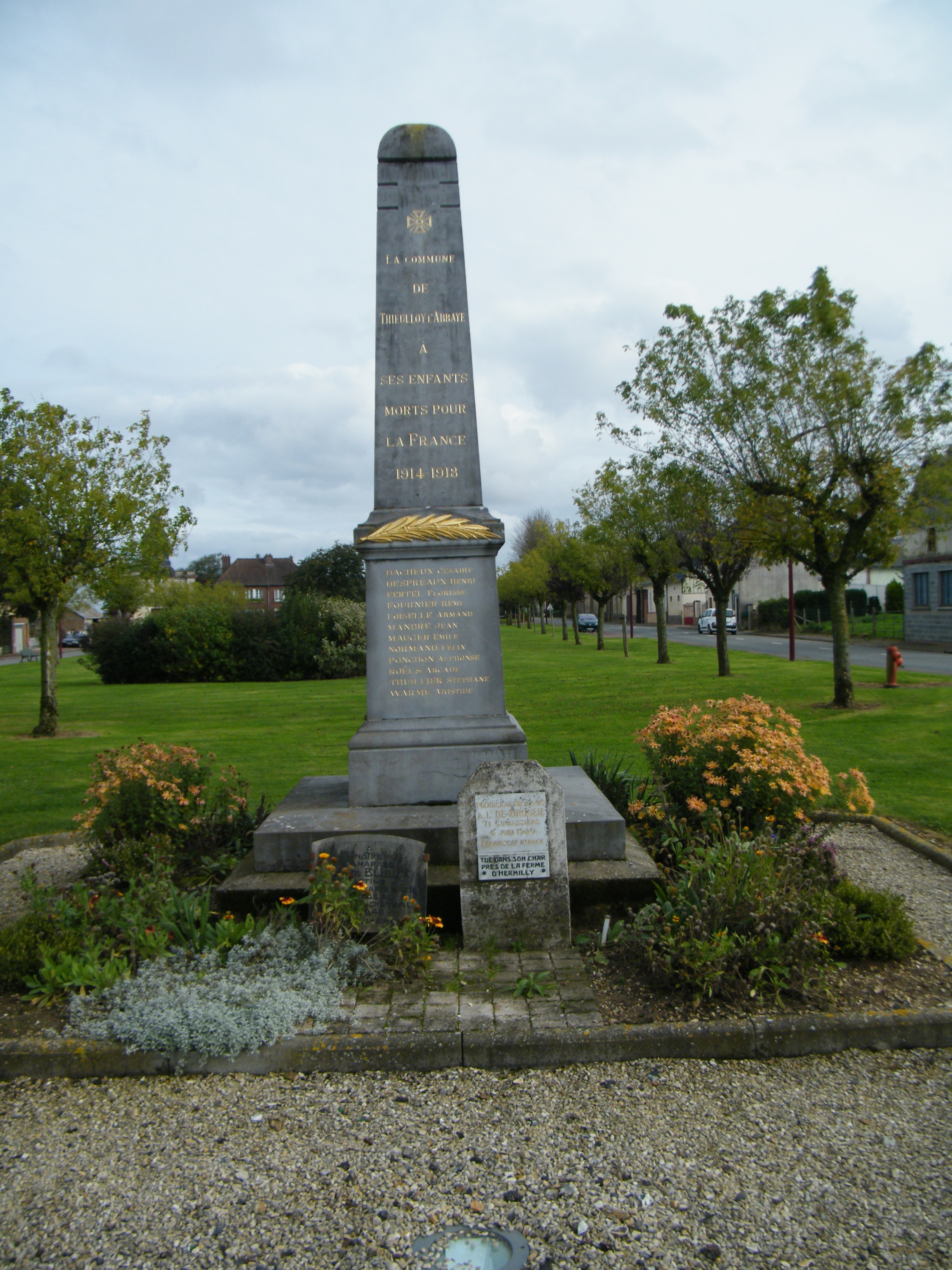

El 2007 la població en edat de treballar era de 174 persones, 129 eren actives i 45 eren inactives. De les 129 persones actives 110 estaven ocupades (58 homes i 52 dones) i 18 estaven aturades (7 homes i 11 dones). De les 45 persones inactives 18 estaven jubilades, 13 estaven estudiant i 14 estaven classificades com a «altres inactius».

### Ingressos
El 2009 a Thieulloy-l'Abbaye hi havia 127 unitats fiscals que integraven 302 persones, la mediana anual d'ingressos fiscals per persona era de 15.149 €.

### Activitats econòmiques

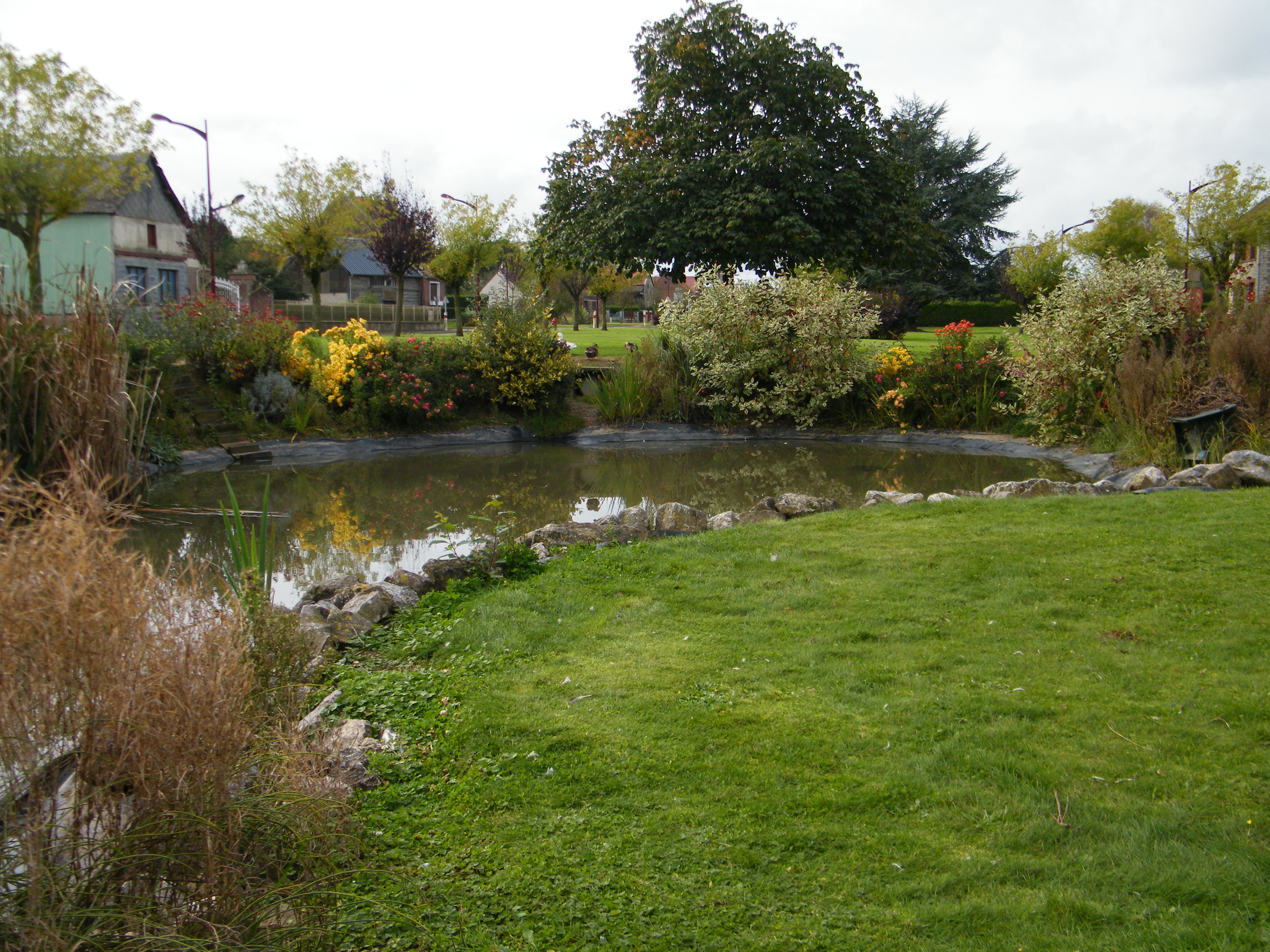

Dels 5 establiments que hi havia el 2007, 2 eren d'empreses extractives, 2 d'empreses de comerç i reparació d'automòbils i 1 d'una empresa classificada com a «altres activitats de serveis».
L'any 2000 a Thieulloy-l'Abbaye hi havia 17 explotacions agrícoles que ocupaven un total de 1.287 hectàrees.

## Poblacions més properes

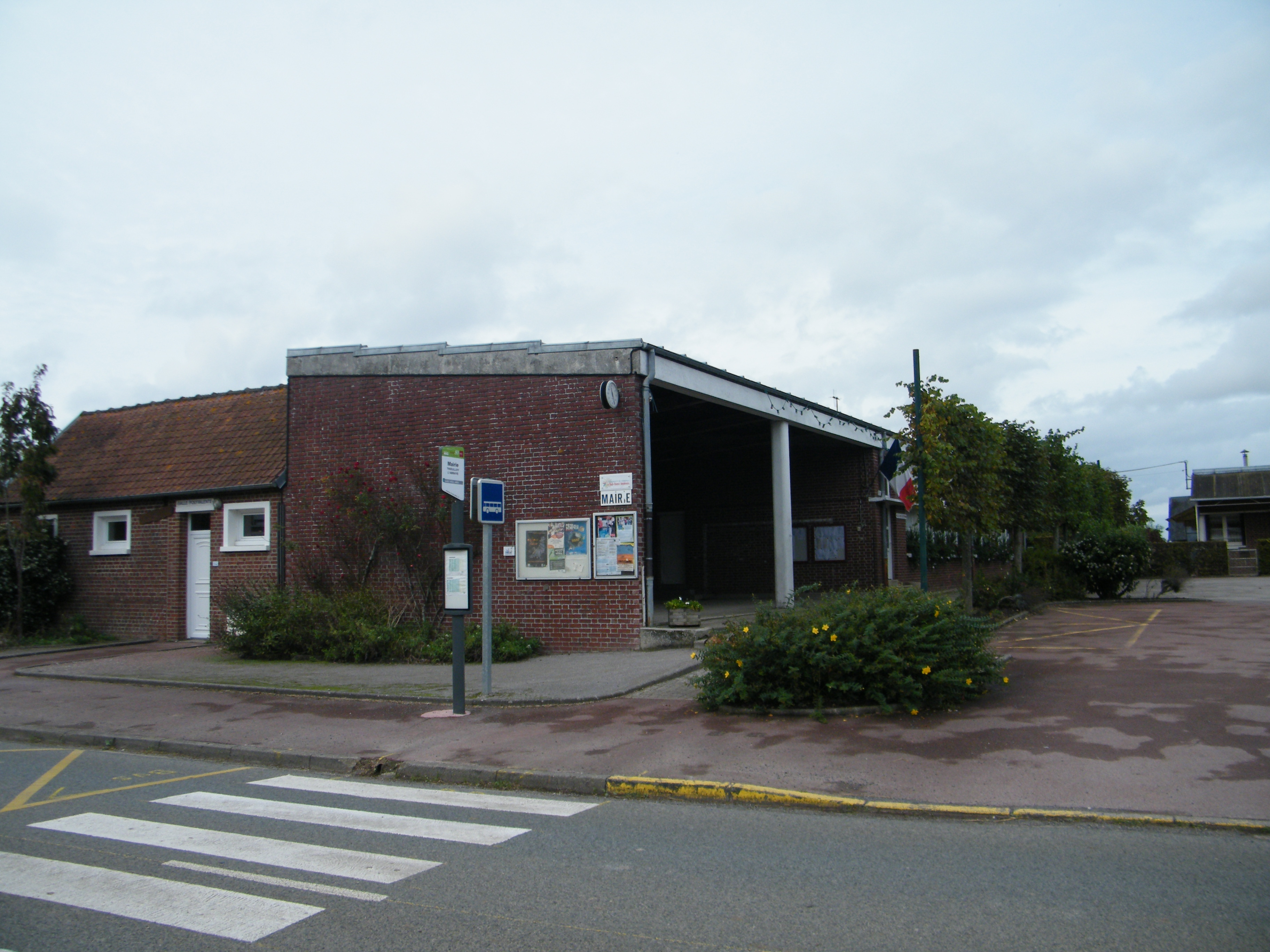

El següent diagrama mostra les poblacions més properes.